# Chrysometa guadeloupensis
Espèce
Chrysometa guadeloupensis est une espèce d'araignées aranéomorphes de la famille des Tetragnathidae.

## Distribution
Cette espèce est endémique de Guadeloupe.

## Description
La femelle holotype mesure 5,0 mm.

## Étymologie
Son nom d'espèce, composé de guadeloup[e] et du suffixe latin -ensis, « qui vit dans, qui habite », lui a été donné en référence au lieu de sa découverte, la Guadeloupe.

## Publication originale
- Levi, 1986 : The Neotropical orb-weaver genera Chrysometa and Homalometa (Araneae: Tetragnathidae). Bulletin of the Museum of Comparative Zoology, vol. 151, no 3, p. 91-215 (texte intégral).